# Беркнер, Сергей Самуилович
Сергей (Шмерл) Самуилович Беркнер (16 мая 1923, Белосток — 14 февраля или 15 февраля 2022, Воронеж) — советский и российский ученый-филолог, доктор филологических наук (1989), профессор кафедры английского языка Воронежского государственного педагогического университета (1991). Участник Белостокского еврейского Сопротивления, последний живший узник Белостокского гетто.

## Биография
Шмерл Самуилович Беркнер родился 16 мая 1923 года в Белостоке.
20 июня 1941 года окончил Белостокскую среднюю школу. В том же году стал узником Белостокского гетто, где был участником Сопротивления. Его отец погиб в немецком концлагере.
В июле 1943 года подпольный комитет гетто переправил Беркнера к партизанам — в еврейский партизанский отряд «Форойс», где он стал разведчиком. Весной 1944 года «Форойс» влился в более крупный отряд — бригаду имени Калиновского, в которой Беркнер воевал до июля 1944 года, когда отряд соединился с войсками Красной Армии.
Награждён орденом Отечественной войны II степени; медалями «Партизану Отечественной войны»; «За победу над Германией» и другими.
Окончил английское отделение факультета иностранных языков Гродненского педагогического института.
С 1949 по 1951 год работал инспектором Гродненского областного отдела народного образования. С 1951 года он преподавал в Гродно, а затем был деканом факультета иностранных языков Ульяновского педагогического института.
Преподавал на кафедре английской лингвистики в Воронежском государственном университете, а с 1962 года — в Воронежском педагогическом институте, где возглавил кафедру английской лингвистики.
В 1993 году победил на Всероссийском конкурсе докторов наук и получил грант Международной программы «Фулбрайт».
Собрал личный архив по истории Холокоста и Великой Отечественной войны.
В 2001 году Беркнер издал свои мемуары «Жизнь и борьба белостокского гетто. Записки участника Сопротивления». В 2021 году книга была переиздана издательством «Книжники».
Скончался 14 февраля или 15 февраля 2022 года в Воронеже.
Похоронен на Старом еврейском кладбище в Воронеже.

## Публикации

### Мемуары
- Беркнер С. С. Жизнь и борьба Белостокского гетто. Записки участника Сопротивления. — ИД «Книжники», 2021. — 224 с. — ISBN 978-5-906999-49-8.

### Научные публикации
- О лингвистическом изучении разговорной речи // ХХП научно-техническая конференция профессоров, преподавателей, научных работников и аспирантов [Воронежского инженерно-строительного института] с участием преподавателей проектных, исследовательских строительных организаций и промышленных предприятий : материалы. — Воронеж, 1967. — С. 14.
- Об одном стилистическом приеме Джека Лондона // Научно-методическая конференция по вопросам обучения иностранным языкам в вузах : тез. докл. — Воронеж, 1967. — С. 11-13.
- Разговорная речь в английской прозе XXVIII века // Теория и практика лингвистического описания разговорной речи : тез. докл. П (Ш) респ. науч. конф. — Горький, 1968. — С. 308—311.
- Использование данных языкознания в обучении английскому разговорному стилю на старших курсах // Новейшие достижения языкознания, психологии и других наук и методика обучения иностранным языкам (основная специальность) : тез. докл. IX межвуз. науч.-метод. конф. — М., 1969. — Ч. 1. — С. 74-76.
- Историческое развития английского разговорного языка и его отражение в художественной литературе // Вопросы лингвистики : тез. УП межвуз. науч. конф. по романо-германскому языкознанию. — Пятигорск, 1970. — С. 10-13.
- Разговорное значение в семантической структуре многоязычного слова // Вопросы описания лексико-семантической системы языка : тез. докл. науч. конф. — М., 1971. — Ч. 1. — С. 51-54.
- Стилистическое использование разговорной речи в пьесе Б. Шоу «Пигмалион» // Вопросы филологии и методики преподавания иностранных языков. — Воронеж, 1971. — С. 3-17.
- Наблюдения над синтаксисом Дж. Лондона // Вопросы филологии и методики преподавания иностранных языков. — Воронеж, 1972. — С. 50-55.
- О взаимодействии разговорного стиля с другими функциональными стилями : на материале английского языка // Теория и практика лингвистического описания иноязычной речи. — Горький, 1972. — С. 17-21.
- Некоторые особенности возрастного членения разговорного английского языка // Вопросы английской филологии. — Пятигорск, 1973. — С. 30-42.
- К вопросу о трансформации устно-разговорного текста в письменно разговорный // Лингвистика текста : материалы науч. конф. — М., 1974. — Ч. 1. — С. 45-50.
- Развитие лексики современного разговорного английского языка и его отражение в языке драматургии // Теория и практика лингвистического описания разговорной речи : Респ. сб. — Горький, 1974. — Вып. 5. — С. 3-13.
- Некоторые характеристики языка драмы : на материале английского языка // Теория и практика лингвистического описания разговорной речи : Респ. сб. — Горький, 1975. — Вып. 6. — С. 3-12.
- Драматургическая проза Шекспира и разговорный язык // Теория и практика лингвистического описания разговорной речи : Респ. сб. — Горький, 1976. — Вып. 7, ч. 1. — С. 42-49.
- Проблемы развития разговорного английского языка в XVI—XX веках : на материале драматического и других литературных жанров. — Воронеж : Изд-во Воронеж. ун-та, 1978. — 228 с.
- Слово в драме Шекспира и язык эпохи // Проблемы семантического синтаксиса : Респ. сб. — Ставрополь, 1978. — С. 129—140.
- Взаимодействие языка английской драмы и языка эпохи в сфере морфологии // Теория и практика лингвистического описания разговорной речи : Респ. сб. — Горький, 1979. — Вып. 10. — С. 3-10.
- Устойчивые лексико-фразеологические черты языка английской драмы XVI—XX века // Проблемы синхронного и диахронного описания германских языков : межвуз. сб. — Пятигорск, 1981. — С. 32-40. — Библиогр.: 19 назв.
- О функциональной специфике драматургического текста // Коммуникативная и поэтическая функции художественного текста. — Воронеж, 1982. — С. 24-30.
- Об организации драматургического текста : на материале английского языка // Текстообразующие свойства слова и предложения. — Грозный, 1982. — С. 10-18.
- Взаимодействие внутристилевых делений с функционально-стилистическими : на материале языка английской драмы // Структура лингвостилистики и её основные категории. — Пермь, 1983. — С. 128—131.
- Драматургический текст в стилистико-прагматическом аспекте // Некоторые аспекты синтактики и прагматики текста в романо-германских языках. — Грозный, 1984. — С. 33-39.
- Образные средства языка и их функционирование в языке драмы : на материале английского языка // Известия Воронежского госпединститута : сб. науч. тр. / Воронеж. гос. пед. ин-т. — Воронеж, 1985. — Т. 237 : Функционирование языковых единиц в тексте. — С. 10-16.
- Развитие лексико-фразеологических средств в языке английской драмы (XVI—XX века) // Анализ стилей зарубежной художественной и научной литературы. — Л., 1985. — Вып. 4. — С. 44-50.
- Слова с ослабленной знаменательностью и их функционирование в языке английской драмы // Проблемы синтаксиса словосочетания и предложения в современном английском языке.- Пятигорск, 1987. — С. 28-34. — Библиогр.: 11назв.
- Социостилистическая структура драматического текста : на материале «Варфоломеевской ярмарки» Б. Джонсона // Семантика целого текста : тез. выступ. на совещ. — М., 1987. — С. 15-16.
- Развитие языка английской драмы и его место в функционально-стилистической системе национального языка (XVI—XX вв.) : автореф. дис…канд. филол. наук / АН СССР, Ин-т языкознания. — М., 1988. — 34 с.
- Социостилистическая структура «Варфоломеевской ярмарки» Бена Джонсона // Структура синтаксиса словосочетания и предложения в современном английском языке. — Пятигорск, 1988. — С. 7-12.
- Социостилистическая дифференциация речи персонажей драмы английского Просвещения // Структурные характеристики и функциональные свойства языковых единиц : межвуз. сб. науч. тр. — Воронеж, 1989. — С. 13-19.
- Методическая разработка по аналитическому чтению текста из романа Ф. Нибела и Ч. Бейли «Семь дней в мае» : для студентов 5 курса англ. отд-ния фак. иностр. яз. / Воронеж. гос. пед. ин-т. — Воронеж, 1990. — 14 с.
- Методическая разработка по интерпретации и стилистическому анализу текста из пьесы Б.Шоу «Первая пьеса Фанни» : для студентов 5 курса англ. отд-ния фак. иностр. яз. /. Воронеж. гос. пед. ин-т. — Воронеж, 1990. — 19 с.
- Об одном компоненте прагматической структуры драматургического текста // Прагматические аспекты функционирования языковых единиц : тез. докл. и выступ. на совещ. — М., 1991. — С. 26-27.
- Развитие языка национальной драмы в XIV—XX вв. // Научные доклады высшей школы. Филологические науки. — 1991. — № 2. — С. 86-94.
- К парадигматике драматургического текста // Языковые парадигмы и их функционирование. — Волгоград, 1992. — С. 105—114.
- К предмету компаративной социостилистики // Методы сравнительного-сопоставительного исследования романских и германских языков : тез. докл. междунар. науч. конф., посвящ. 50-летию фак. иностр. яз. Ярослав. гос. пед. ин-та им. К. Д. Ушинского. — Ярославль, 1992. — С. 18-19.
- Записки узника гетто: Фрагмент неопубликованной книги // Корни: Вест. нар. ун-та евр. культуры в Центр. России и Поволжье. — 1994. — № 2. — С. 96-131.
- Язык молодых американцев // Культура и мир. Восток-Запад : тез. докл. участников междунар. науч. конф. — Н. Новгород, 1995. — С. 4-6.
- Язык молодых американцев в художественной прозе США конца XX века / С. С. Беркнер, С. В. Ильинская // Коммуникативные и прагматические компоненты в лингвистическом исследовании : сб. ст. — Воронеж, 1995. — С. 3-7.
- Национально-культурный компонент в системе преподавания иностранных языков : на материале английского языка в США с привлечением русских примеров // Язык и культура : тез. докл. Первой междунар. конф. — Воронеж, 1996. — С. 138—139.
- Образование новой английской научно-технической и военной лексики и некоторые тенденции развития языка / С. С. Беркнер, М. А. Нечуговская // Язык и культура : материалы Первой междунар. науч.-практ. конф. / ВВВАИУ. — Воронеж, 1996. — С. 11-14.
- Некоторые аспекты эвфемии в английском и русском языках // Актуальные проблемы сопоставительного изучения германских, романских и славянских языков : тез. докл. науч. конф. — Воронеж, 1998. — С. 15-17.
- Развитие и функционирование английского языка в конце 20 века // Известия Воронежского госпедуниверситета : сб. науч. тр.. — Воронеж: Воронеж. гос. пед. ун-т, 1999. — Т. 249 : Проблемы романо-германского языкознания и методика преподавания иностранных языков. — С. 2—24.
- Универсальное и национально-культурное в афоризмах и пословицах : на материале английского и русского языков / С. С. Беркнер, А. В. Субботина // Ш Житниковские чтения. Динамический аспект лингвистических исследований : материалы Всерос. науч. конф. / Челяб. гос. ун-т. — Челябинск, 1999. — Ч. 1. — С. 64-75. — Библиогр.: 15 назв.
- Еврейская культура на языке идиш и её историческая судьба // Корни: Вестн. нар. ун-та еврейской культуры в Центр. России и Поволжье. — Саратов; Н. Новгород, 2000. — № 13. — С. 89-105. — Библиогр.: 5 назв.
- Некоторые аспекты коннотации //Актуальные проблемы языкознания и методики обучения иностранным языкам : материалы междунар. науч. конф. / Воронеж. гос. пед. ун-т. — Воронеж, 2000. — С. 21-22.
- Некоторые аспекты эвфемии в английском и русском языках // Теория и практика лингвистического описания разговорной речи : межвуз. сб. науч. тр. / Нижегород. гос. лингвист. ун-т. — Н. Новгород, 2000. — Вып. 21, Ч. 1. — С. 4-9. — Библиогр.: 4 назв.
- Teaching English Word-Building on a Linguo-Contrastive Basis // The Pleasures and Joys of TESOL: Proceedings of the 4th Annual TESOL. — Russia Conference. — Voronezh, 1997. — P. 92-93.
- Жизнь и борьба Белостокского гетто. Записки участника Сопротивления. — М. : [ Фонд «Холокост»], 2001. — 184 с.
- Некоторые аспекты коннотации и перевод коннотативной лексики // Социокультурные проблемы перевода : сб. науч. тр. / Воронеж. гос. ун-т. — Воронеж, 2001. — Вып. 4. — С. 14-20. — Библиогр.: 3 назв.
- Некоторые аспекты филологической подготовки учителя английского языка / С. С. Беркнер, И. А. Бахметьева // Иностранный язык в современной школе: подходы и проблемы : материалы регион. науч.- практ. конф. / Воронеж. гос. пед. ун-т. — Воронеж, 2001. — С. 15-16.
- Некоторые лексико-семантические особенности языка американской средней школы 2-й половины XX века (учащиеся и учителя) / С. С. Беркнер, Б. В. Пеньков // Язык, коммуникация и социальная среда : межвуз. сб. науч. тр. / Воронеж. гос. техн. ун-т. — Воронеж, 2001. — С. 110—115.
- Язык как инструмент политики: роль стереотипов и идеологизированной лексики // Эссе о социальной власти языка / Воронеж. межрегион. ин-т обществ. наук. — Воронеж, 2001. — С.85-89. — Библиогр.: 19 назв.
- Еврейский колорит в творчестве Шолом-Алейхема // Корни : вестн. нар. ун-та еврейской культуры в Центр. России и Поволжье. — Саратов, 2002. — № 17. — С. 35-49.
- Отражение концепта «обман» в русских и английских пословицах и поговорках / С. С. Беркнер, Т. Р. Аникеева // Преодоление кризиса в экономике страны: социально-экономический и правовой аспекты : межвуз. сб. ст. регион. науч.-практ. конф. / Воронеж. фил. Моск. гуманитар. экон. ин-та. — Воронеж, 2002. — Ч. 2. — С. 199—201.
- Программа по дисциплине «Лексикология» / сост. С. С. Беркнер // Программы дисциплин предметной подготовки по специальности 033200 «Иностранный язык» (английский язык) / Воронеж. гос. пед. ун-т. — Воронеж, 2002. — С. 65-70.
- Программа по дисциплине «Стилистика» / сост. С. С. Беркнер // Программы дисциплин предметной подготовки по специальности 033200 «Иностранный язык» (английский язык) / Воронеж. гос. пед. ун-т. — Воронеж, 2002. — С. 79-84.
- Лексико-семантическая специфика субъязыка школы : на материале языка американской средней школы / С. С. Беркнер, Б. В. Пеньков // Филологические науки в МГИМО : сб. науч. тр. / Моск. гос. ин-т междунар. отношений (ун-т) МИД России. — М., 2003. — № 14 (29). — С. 40-50. — Библиогр.: 20 назв.
- Проблема сохранения индивидуального стиля произведения в художественном переводе (на примере произведений С. Моэма) / С. С. Беркнер, О. Е. Вошина // Вестник Воронежского государственного университета. Сер. Лингвистика и межкультурная коммуникация. — Воронеж, 2003. — № 1. — С. 71-73.
- Этноагрессивность, этнотолерантность и взаимодействие культур // Проблема взаимодействия в диалоге : [сб. науч. тр.] / Воронеж. гос. ун-т. — Воронеж, 2003. — С. 27-34. — Библиогр.: 5 назв.
- Некоторые проблемы взаимодействия культур и языков (противостояние этноагрессивности и этнотолерантности) // Актуальные проблемы модернизации языкового образования в школе и вузе : материалы регион. науч.-практ. конф. / Воронеж. гос. пед. ун-т. — Воронеж, 2004. — Ч. 1. — С. 38-40.
- Язык и стиль двух рассказов Стивена Кинга / С. С. Беркнер, Р. Ф. Секанова // Актуальные проблемы модернизации языкового образования в школе и вузе : материалы регион. науч.-практ. конф. / Воронеж. гос. пед. ун-т. — Воронеж, 2004. — Ч. 1. — С. 41